# Oxelytrum
Oxelytrum es un género de escarabajos carroñeros de la familia Bostrichidae.

## Especies
- Oxelytrum anticola (Guerin-Meneville)
- Oxelytrum apicale (Brullé)
- Oxelytrum biguttatum (Philippi, 1850)
- Oxelytrum cayennense (Stürm, 1826)
- Oxelytrum discicolle (Brullé, 1836)
- Oxelytrum emarginatum (Portevin)
- Oxelytrum erythrurum (Blanchard, 1849)
- Oxelytrum lineatocolle (Laporte)
- Oxelytrum selknan Oliva, 2012